# Bí thư Tỉnh ủy
Bí thư Tỉnh ủy là chức vụ của người đứng đầu cơ quan lãnh đạo của đảng bộ đảng cộng sản của một tỉnh thuộc một số nước theo chế độ xã hội chủ nghĩa như: Việt Nam, Trung Quốc, Cuba. Cơ quan lãnh đạo đó được gọi là Ban Chấp hành Đảng bộ của tỉnh, gọi tắt là Tỉnh ủy.

## Bí thư Tỉnh ủy Việt Nam
Bí thư Tỉnh ủy ở Việt Nam là người đứng đầu Ban Chấp hành Đảng bộ Đảng Cộng sản Việt Nam tại tỉnh đó. Bí thư Tỉnh ủy được Ban Chấp hành Đảng bộ tỉnh bầu ra trong số các Ủy viên Ban Thường vụ Tỉnh ủy, hoặc được Bộ Chính trị Trung ương Đảng chỉ định trong một số trường hợp đặc biệt. Quyền hạn và trách nhiệm của Bí thư Tỉnh ủy theo quy định của Điều lệ Đảng Cộng sản Việt Nam.

## Bí thư Tỉnh ủy Trung Quốc
Tại Trung Quốc, Bí thư Tỉnh ủy là người đứng đầu đảng bộ Đảng Cộng sản Trung Quốc tại tỉnh đó.